# Gay Nigger Association of America
De Gay Nigger Association of America is een groep bestaande uit anti-bloggers en internettrollen. De groep dankt haar naam aan de Deense film Gayniggers from Outer Space. De groep heeft verschillende bloggers en websites zoals Slashdot, Wikipedia en CNN getrold. Ze heeft tevens software gemaakt en geheime informatie over toekomstige besturingssystemen openbaar gemaakt.